# مسجد الطائرة
مسجد الطائرة هو مسجد مبني بطريقة فريدة، يقع المسجد في دكا عاصمة بنغلاديش، وقد بني هذا المسجد في النصف الثاني من القرن العشرين الميلادي قي حوالي عام 1960 من قبل الحاج محمد إسماعيل الذي كان يملك عقار في منطقة طريق الفيل.

## البناء
المسجد الاجتماعي بني في مكان عقار (المحل) كان يملكة الحاج محمد إسماعيل، ولكن هذا العقار كان صغيرا وضيقا، ما اضطر إلى بنار المسجد من خمسة طوابق، وقد أعطيت جزء الأمامي من المبنى الطابق الأول والطايق الثاني، وهناك درج دائري بجوار المسجد يؤدي للطوابق الخمسة وهو كبير الحجم، على رأس الدرج الكبير في نهاية الطابق الخامس هناك طائرة مبنية والتي هي آن بمثابة علامة بارزة في المدينة.

## وصلات خارجية
- موقع المسجد
- صور المسجد